# Yongji, Yuncheng
Yongji, tidigare romaniserat Yungtsi, är en stad på häradsnivå som lyder under Yunchengs stad på prefekturnivå i Shanxi-provinsen i norra Kina. Den ligger omkring 380 kilometer sydväst om provinshuvudstaden Taiyuan.

## Källa
1. ↑  ”worldpostmarks.net”. Arkiverad från originalet den 2 januari 2015. https://web.archive.org/web/20150102101710/http://worldpostmarks.net/HTML%20Countries/china.htm. Läst 22 juli 2015.